# Здоровец (Орловская область)
Здоровец — село в Ливенском районе Орловской области России. Входит в состав Здоровецкого сельского поселения.

## География
Село находится на расстоянии 10 км к северо-западу от города Ливны, административного центра района, и 112 км к юго-востоку от города Орёл, административного центра области.

### Часовой пояс
Село Здоровец, как и вся Орловская область, находится в часовой зоне МСК (московское время). Смещение применяемого времени относительно UTC составляет +3:00.

## Население
| 2002 | 2010 |
| ---- | ---- |
| 319  | ↗327 |

### Национальный состав
Согласно результатам переписи 2002 года, в национальной структуре населения русские составляли 97 % из 319 чел.

## Улицы
| - ул. Луговая, - ул. Новая, | - ул. Овражная, - ул. Пушкина. |